# Fundulus grandis
 Fundulus grandis és una espècie de peix de la família dels fundúlids i de l'ordre dels ciprinodontiformes.

## Morfologia
Els mascles poden assolir els 18 cm de longitud total.

## Distribució geogràfica
Es troba des del nord-est de Florida i el nord del Golf de Mèxic fins a Cuba.